# ثورة تكساس

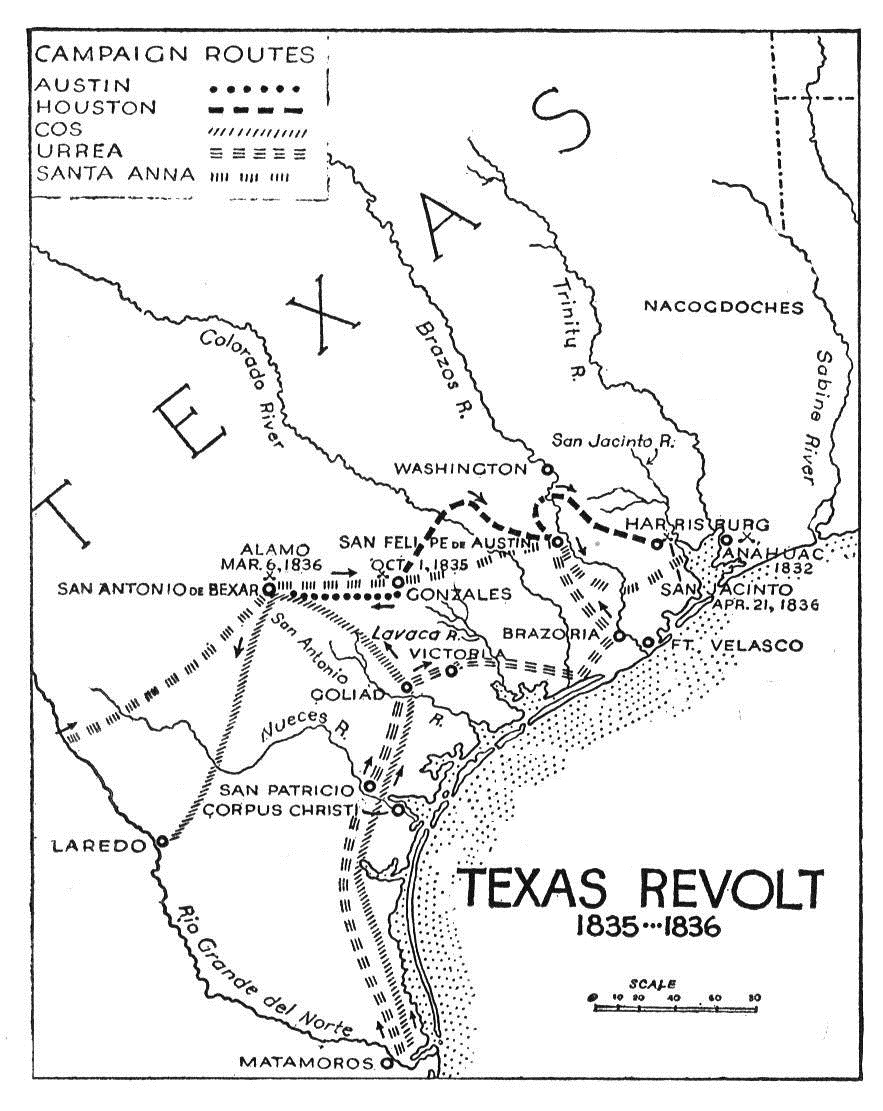
خريطة حملات ثورة تكساس.

ثورة تكساس (2 أكتوبر 1835 - 21 أبريل 1836) هي ثورة بدأت عندما ثار المستوطنون في محافظة تكساس المكسيكية ضد الحكومة المكسيكية المركزية. على الرغم مما يزيد على أكثر من قرن من الصدامات بين الحكومة المكسيكية وأعداد المستوطنين الأمريكان المتزايدة في تكساس، وعندما بدأت الثورة لم يكن المستوطنون في تكساس متأكدون من أن الهدف هو الاستقلال أو إعادة تكساس إلى دستور 1824. وبينما كان المبعوثون يفاوضون دوافع الحرب، تدفق سكان تكساس وكم كبير من المتطوعين من الولايات المتحدة للهجوم على مراكز الدفاع المكسيكية وهزيمتها مع حلول ديسمبر 1835.
رفضت الحكومة المكسيكية الاعتراف بالاستقلال وأنشأت حكومة محلية مؤقتة ولكنها لم تنجح بالسيطرة على الثورة التي كانت قد اندلعت، مما دفع بالرئيس أنطونيو لوبيز دي سانتا أنا للتعهد بأنه شخصياً سيستعيد تكساس. دخل الجيش المكسيكي تكساس في منتصف فبراير 1836 فوجد جنود تكساس في أدنى مستويات الاستعداد، مما أدى للتغلب عليهم في حملة غولياد وأعدم جميع جنود تكساس الذين استسلموا. كما قاد سانتا آنا حملة أخرى في معركة ال الامو قتل فيها أيضا جميع الجنود المدافعين.
في الشهر اللاحق، تشكل جيش تكساس الجديد بقيادة سام هيوستن الذي شن هجوم مفاجئ على القوات المكسيكية في معركة سان جاسينتو أدى إلى القضاء على معظم الجيش المكسيكي وأسر سانتا آنا، وبمقابل إطلاق سراحه أمر الجيش المكسيكي بالتراجع جنوباً وأُنشأت جمهورية تكساس.

## هجوم تكساس: أكتوبر- ديسمبر 1835

### غونزاليس
في بدايات ثلاثينيات القرن التاسع عشر، أعار الجيش شعب غونزاليس مدفعًا صغيرًا لحماية أنفسهم في مواجهة الغارات الهندية. بعد أن ضرب جندي مكسيكي مواطنًا من غونزاليس في 10 سبتمبر من عام 1835، زاد التوتر أكثر، وشعرت السلطات المكسيكية أنه من الحماقة ترك أسلحة بحوزة المواطنين. أرسل الكولونيل دومينجو أجارتيكا -قائد كل القوات المكسيكية العسكرية في تكساس- كتيبة صغيرة من الجنود لاستعادة المدفع. بعد إخراج المستوطنين المجموعة من البلدة دون المدفع، أرسل أجارتيكا 100 فارس مع الملازم فرانسيسكو دي كاستانيدا للمطالبة بالإذعان، بوجود أوامر بتجنب العنف قدر الإمكان.
اعتقد العديد من المستوطنين أن السلطات المكسيكية كانت تخلق ذريعة لمهاجمة البلدة وإقصاء الميليشيا. تصدى سكان تكساس لمحاولات كاستانيدا في التفاوض على إعادة المدفع لأيام عديدة في أثناء انتظارهم وصول التعزيزات من المستعمرات الأخرى. في الساعات الأولى من الثاني من أكتوبر، هاجم نحو 140 متطوعًا من تكساس قوات كاستانيدا. بعد اشتباك قصير، طلب كاستانيدا مقابلة مع قائد تكساس جون هنري مور. أخبره كاستانيدا أنه يشاركه ميوله الفيدرالية، ولكنه كان ملزمًا باتباع الأوامر. عند عودة مور إلى المخيم، رفع سكان تكساس راية بيضاء منزلية الصنع تحمل رسمًا باللون الأسود لمدفع في منتصفها، وكُتب فوقه «تعالو لأخذه». قاد كاستانيدا جيشه عائدين إلى بيكسار مدركًا أنهم يفوقونه عددًا وسلاحًا. في هذه المعركة الأولى من الثورة، قُتل جنديان مكسيكيان، وجرح جندي من تكساس إثر سقوطه عن ظهر حصانه. على الرغم من أن الحدث كان، كما وصفه المؤرخ ويليام س. ديفيس، «اشتباك غير منطقي امتنع فيه أحد الطرفين عن القتال»، فإنه سرعان ما أعلنه شعب تكساس نصرًا على القوات المكسيكية. انتشرت أخبار الاشتباك في جميع أرجاء الولايات المتحدة، ما شجع العديد من المغامرين على المجيء إلى تكساس للانضمام إلى القتال.
استمر وصول المتطوعين إلى غونزاليس. في 11 أكتوبر، انتخبت القوات أوستن بالإجماع، ولم يكن له خبرة عسكرية، وهو زعيم المجموعة التي أُطلق عليها لقب جيش الشعب. أثبت جيش المتطوعين منذ البداية تمتعه بشيء من الانضباط. كان أمر أوستن الأول تذكيرًا لرجاله أن عليهم طاعة ضباطهم القادة. كان شعب تكساس عازمًا على إخراج الجيش المكسيكي من أراضيه مزهوًا بانتصاره، وبدأوا التحضير للاتجاه إلى بيكسار.

## حملة ساحل الخليج
بعد أن علم أن قوات تكساس هاجمت كاستانيدا في غونزاليس، اتجه كوز إلى بيكسار بسرعة. في 6 أكتوبر، اتجهت قوات تكساس الموجودة في ماتاغوردا من بريسيديو لا باهيا في غوليد، غير مدركة لرحيل كوز، لخطفه وسرقة 50000 دولار تقول الشائعات إنها كانت بحوزته. في 10 أكتوبر، اقتحم نحو 125 متطوعًا، بمن فيهم 30 شخصًا من سكان تيجانو، بريسيديو. استسلمت الحامية المكسيكية بعد معركة دامت 30 دقيقة. جُرح جندي واحد أو اثنان من تكساس، وقُتل ثلاثة جنود مكسيكيين، وأُصيب سبعة آخرون.
استقر جيش تكساس في بريسيدو، بقيادة الكابتن فيليب ديميت، الذي أرسل كل متطوعي تيجانو المحليين مباشرة لينضمو إلى أوستن في مسيرته إلى بيكسار. في نهاية الشهر، أرسل ديميت مجموعة من الرجال بقيادة إيرا ويستوفر للانضمام إلى الحامية المكسيكية في حصن ليبانتيتلان بالقرب من سان باتريسيو. لاحقًا في 3 نوفمبر، استولى جيش تكساس على الحصن غير المحمي دون إطلاق طلقة واحدة. بعد إخلاء القلعة، استعدوا للعودة إلى غوليد. انضم إليهم ما تبقى من الحامية المكسيكية الذين كانوا في نوبة حرس. رافق القوات المكسيكية نحو 15- 20 من الوسطاء المخلصين من سان باتريسيو، بما في ذلك جميع أعضاء البلدية. بعد اشتباك دام 30 دقيقة، تراجع الجنود المكسيكيون ووسطاء تكساس. سيطر جيش تكساس على ساحل الخليج إثر مغادرتهم، ما أجبر القادة المكسيكيين على إجراء كل مراسلاتهم عبر الطريق البري المكسيكي. جعلت الرحلة البرية البطيئة كوزغير قادر على طلب أو استقبال التعزيزات أو الإمدادات بسرعة.
واجهت مجموعة ويستوفر حاكم فيسكا في طريق عودتها إلى غوليد. سافر فيسكا مباشرة إلى تكساس لإعادة إقامة ولاية حكومية بعد تحريره من قبل جنود متعاطفين. رحب ديميت بفيسكا لكنه رفض الاعتراف بسلطته كحاكم، ما أثار جلبة في الحامية، بسبب تأييد العديد من أفرادها للحاكم. أعلن ديميت عن الأحكام العرفية، وسرعان ما أثار ذلك نفور معظم السكان المحليين. طوال الأشهر التالية، دخلت المنطقة الواقعة بين غوليد وريفيوجيو حربًا أهلية. قاد كارلوس دو لا غارزا -وهو من سكان غوليد الأصليين- حملة حرب عصابات ضد قوات تكساس. وفقًا للمؤرخ بول لاك، فإن «تقنيات الحرب في تكساس لم تقُم سوى بالقليل لسحق المعارضة، لكنها كانت كافية للتأثير على موقف غير الملتزمين من الوسطاء».

## حصار بيكسار
في حين أشرف ديميت على قوات تكساس على طول ساحل الخليج، قاد أوستن رجاله باتجاه بيكسار لينضم إلى كوز وقواته. اختار العديد من مندوبي التشاور الانضمام إلى الجيش واثقين من أنهم سيدحرون القوات المكسيكية بسرعة. تأجلت المشاورات حتى الأول من شهر نوفمبر بسبب تعذر الوصول إلى نصاب قانوني. في 16 أكتوبر، توقف جيش تكساس مؤقتًا على بعد 25 ميلًا (40 كيلومترًا) من بيكسار. أرسل أوستن مرسالًا إلى كوز مطلعًا إياه على المتطلبات التي سيحتاجها جيش تكساس لإلقاء أسلحتهم و«تجنب العواقب المحزنة للحرب الأهلية التي تهدد تكساس». كان رد كوز أن المكسيك لن «تستسلم لإملاءات الغرباء».
سرعان ما بنى نحو 650 جنديًا من القوات المكسيكية متاريس على طول المدينة. بدأ جيش تكساس، الذي يتألف من 450 فردًا، حصار بيكسار خلال أيام، ونقلوا مخيمهم تدريجيًا إلى بقعة أقرب إلى بيكسار. في 27 أكتوبر، اختارت مجموعة متقدمة بقيادة جيمس باوي وجيمس فانين كنيسة ميشن كونسيبسيون لتكون موقع التخييم القادم، وأرسلت في طلب بقية جيش تكساس. عندما علم أوغارتيكيا أن جيش تكساس منقسم بشكل مؤقت، قاد قوات للاشتراك مع رجال باوي وفانين. لم يكن الفرسان المكسيكيون قادرين على القتال بكفاءة في الأراضي المشجرة، وقاع النهر، وكان مدى سلاح المشاة المكسيكي أقصر بكثير من سلاح قوات تكساس. بعد التصدي لثلاث هجمات مشاة مكسيكية، دعا أوغارتيكيا إلى التراجع. توفي جندي واحد من قوات تكساس، وقُتل نحو 14 إلى 76 جنديًا مكسيكيًا. على الرغم من ملاحظة الأستاذ ألوين بار من جامعة تكساس التقنية أنه «وجب على معركة كونسيبسيون أن تعلم دروسًا عن الشجاعة المكسيكية، وقيمة الموقع الدفاعي الجيد»، يعتقد خبير تاريخ تكساس ستيفن إل. هاردين أن «السهولة النسبية للنصر في كونسيبسيون زرعت في شعب تكساس الاعتماد على بنادقهم الطويلة، وازدراء أعدائهم».